# Cnemaspis kolhapurensis
Cnemaspis kolhapurensis là một loài thằn lằn trong họ Gekkonidae. Loài này được Giri, Bauer & Gaikwad mô tả khoa học đầu tiên năm 2009.